# August Adler
August Adler (Troppau, 24 gennaio 1863 – Vienna, 17 ottobre 1923) è stato un matematico tedesco.
Insegnò come libero docente nei politecnici di Praga e di Vienna.
Fu autore di studi e di opere su alcune questioni di geometria, con applicazioni alla geometria descrittiva.

### Opere
- 1906 – Theorie der geometrischen Konstruktionen
- 1911 – Der Unterricht in der darstellenden Geometrie an den Realschulen und Realgymnasien